# Virginia Slims of Indianapolis marzo 1985
Il Virginia Slims of Indianapolis del marzo 1985 è stato un torneo di tennis giocato sul cemento indoor. È stata la 5ª edizione del torneo, che fa parte del Virginia Slims World Championship Series 1985. Si è giocato ad Indianapolis negli USA dal 4 al 10 marzo 1985.

## Campionesse

### Singolare
Kathy Horvath ha battuto in finale  Elise Burgin con il punteggio di 6–2, 6–4

### Doppio
Elise Burgin /  Kathy Horvath hanno battuto in finale  Jennifer Mundel /  Molly Van Nostrand con il punteggio di 6–4, 6–1